# Io (thần thoại)

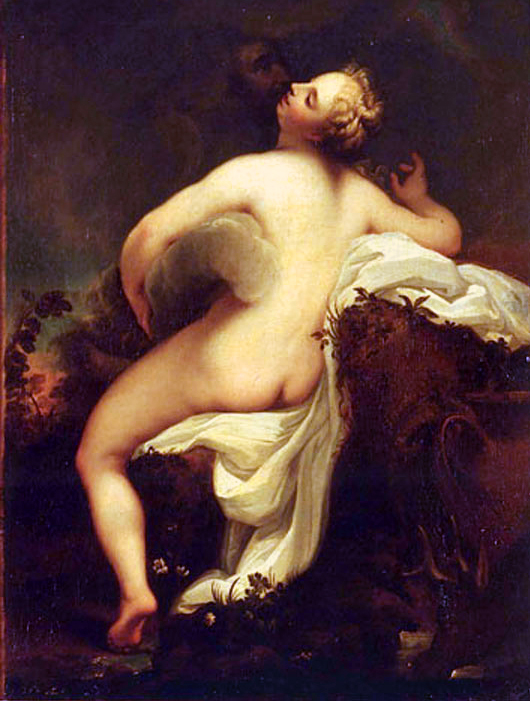
Thần Zeus làm tình với Io

Trong thần thoại Hy Lạp, Io là một người phụ nữ xinh đẹp, tài năng, thông minh. Vì thế Io đã làm cho Zeus phải lòng, đem lòng yêu mến. Io là con gái của thần Inachus, nàng cùng Zeus đã có người con là Epaphus. Nàng cũng là một người hùng.

## Liên kết
- Theoi.com: Io: naiad nymph of Argolis and Egypt Lưu trữ ngày 30 tháng 9 năm 2007 tại Wayback Machine Assembles the essential references in Greek and Latin literature, in translation.